# 毕津浩
毕津浩（1991年1月5日—），是一名中国足球运动员。现效力于中国足球超级联赛球队山东泰山足球俱乐部，司职后卫。

## 俱乐部生涯
毕津浩曾在大连实德青年队接受专业足球训练，2008年曾代表由大连实德青年球员组成的大连实德四五队参加新加坡职业足球联赛。2010年冬歇期，毕津浩加盟葡萄牙足球乙级联赛球队博阿维斯塔青年队。2011年1月，毕津浩加盟葡萄牙足球丙级联赛球队莱萨FC，参加2010-11赛季下半赛季的比赛，并在2011年2月20日的葡丙第19轮联赛中替补出场，打入一球。
2011年7月，毕津浩回到中国，在中国足球超级联赛球队河南建业试训成功，加盟球队。 但他在2011赛季并没有得到征战中超联赛的机会，只能参加预备队联赛。
2012年5月13日，由于卡通戈、内托等进攻球员受到伤病困扰，毕津浩在河南建业客场挑战广州富力的比赛中首发登场，首次在中超联赛亮相。他在这场比赛中射进自己在中超联赛的首个进球，但河南建业还是以1比2不敌对手。
从2014年开始，建业教练贾秀全逐渐让毕津浩由中锋改为中后卫，逐渐成为建业队主力中后卫，2015赛季在中超联赛中代表建业出场30次，场场首发，奉献了4粒入球。被中国国家队主教练佩兰选进国家队。2011赛季到2015赛季，总共代表河南建业队出场43次，打进5球。
2016年1月15日，上海绿地申花在其官方微博上宣布河南建业球员毕津浩转会加盟球队。

## 国家队生涯
毕津浩在2015赛季表现出色，入选中国国家队世预赛名单，并在11月17日客场对阵香港队的比赛中首次出场。